# For Tomorrow
«For Tomorrow» — сингл альтернативной рок-группы Blur, вышедший 19 апреля 1993 года. Это первый трек на их втором студийном альбоме Modern Life Is Rubbish (название которого появляется в тексте песни). «For Tomorrow» занял в 28-е место в чарте Великобритании.

## О сингле
В этот период группа находилась в туре по США, которая является родиной стиля гранж, очень популярного в начале 90-х, поэтому тогда музыка Blur не была воспринята американской публикой. После этого тура вокалист группы Деймон Албарн начал писать песни в «британском стиле».
«For Tomorrow» — одна из тех песен, написанных Албарном на Рождество, в 1992 году, в родительском доме. Песня была воспринята гораздо лучше, чем предыдущий сингл Blur «Popscene». Журнал Time Out назвал песню «инди-гимном», а журнал Mojo внёс песню в список «50 величайших британских композиций». Британский журнал New Musical Express включил данную композицию в свой список «500 величайших песен всех времён», разместив её в нём на 359-й позиции.
В тексте песни поётся о Лондоне, особенно о северной его части. Упоминается Primrose Hill: «Take a drive to Primrose Hill // It’s windy there, and the view’s so nice». На обложке изображён один из британских истребителей Второй мировой войны.

## Музыкальное видео
Видео для песни режиссёра Джулиена Темпла снято в классическом черно-белом стиле. В кадрах можно увидеть:
- группу на Трафальгарской площади
- Албарна, который едет на лондонском автобусе
- группу, запускающую бумажных змеев в Примроуз Хилл.

## Чарты
| Чарт (1993)    | Высшая позиция |
| -------------- | -------------- |
| Великобритания | 28             |

## Варианты изданий
CD1
1. «For Tomorrow» (Visit to Primrose Hill extended)
2. «Peach»
3. «Bone Bag»

CD2
1. «For Tomorrow» (single version)
2. «When the Cows Come Home»
3. «Beachcoma»
4. «For Tomorrow» (acoustic)

12"
1. «For Tomorrow» (Visit to Primrose Hill extended)
2. «Into Another»
3. "Hanging Over

Кассета
1. «For Tomorrow» (Visit to Primrose Hill extended)
2. «Into Another»
3. «Hanging Over»